# She's Got Issues
She's Got Issues è un singolo della band punk Offspring. È stato pubblicato sul loro quinto album, Americana.
Del singolo esistono tre copertine differenti. Tutte hanno la stessa grafica ma hanno dei colori di sfondo differenti: rosso, verde e blu.
Per Dexter Holland il video della canzone è uno dei peggiori mai fatti dalla band.
Ha raggiunto la posizione numero 11 nella classifica Billboard Modern Rock Tracks.

## Storia
La canzone racconta della ragazza del narratore, una donna che si lamenta costantemente dei suoi problemi psicologici. Il narratore si è stancato di lei, ed è convinto che riuscirebbe ad uscirne se solo ci provasse veramente.

## Video
Il video mostra una normale giornata di lavoro di una donna (impersonata da Zooey Deschanel).
Lei però trova queste cose della vita di ogni giorno preoccupanti e pericolose.
Questi suoi pensieri sono mostrati nel video sotto forma di cartoni animati paurosi, grotteschi.

## Tracce

### 1^ Versione[1]
1. She's Got Issues - 05:47
2. All I Want - 01:56 (live)
3. The Kids Aren't Alright - 10:40 (Video)

### 2^ Versione[6]
1. She's Got Issues - 05:47
2. The Kids Aren't Alright (Wiseguys remix)
3. The Kids Aren't Alright (Wiseguys instrumental)

### 3^ Versione[6]
1. She's Got Issues
2. The Kids Aren't Alright (Wiseguys remix)
3. All I Want (live)
4. Pretty Fly (for a White Guy) (Baka Boys low rider remix)

### 4^ Versione[2]
1. She's Got Issues - 3:49

## Formazione
- Dexter Holland - voce e chitarra
- Noodles - chitarra, cori
- Greg K - basso
- Ron Welty - batteria

## Classifiche
| Classifica (1999)             | Posizione massima |
| ----------------------------- | ----------------- |
| Paesi Bassi                   | 89                |
| Regno Unito                   | 41                |
| Regno Unito (rock & metal)    | 1                 |
| Stati Uniti (alternative)     | 11                |
| Stati Uniti (mainstream rock) | 19                |
| Svezia                        | 59                |
| Svizzera                      | 60                |